# RDS-37
RDS-37は、1955年11月22日にソビエト連邦で行われた最初の真の多段階水爆実験である。RDS-37本来の核出力は3メガトンであったが、実際のテストではこれを1.6メガトンにまで落として実施された。
RDS-37は多段階水爆であり、その起動には核分裂（原子爆弾）を使用するため、ソビエトではサハロフの第三のアイデア（アメリカではテラー・ウラム型）と呼ばれた。その内部には、固体化された水素化リチウムが核融合燃料として入っていたが、核出力を落とすために一部が不活性材料（鉛など）に変更された。しかしこの変更は逆に核爆発時の衝撃波を増幅させ、衝撃波によって地上の施設が崩壊し3人が死亡する事故を引き起こした。
RDS-37はセミパラチンスク核実験場の上空から投下され、最初の空中投下型2段階水爆となった。これより前の1953年8月12日、ソビエト最初の水爆と銘打たれたRDS-6核実験が行われていたが、これは実際には単に核分裂力を強化した原爆に過ぎなかったと言われている。